# Zbigniew Messner
Pour les articles homonymes, voir Messner.
Zbigniew Stefan Messner (né le 13 mars 1929 à Stryj et mort le 10 janvier 2014 à Varsovie) est un économiste et homme d'État polonais membre du Parti ouvrier unifié polonais (PZPR, ou POUP), le parti communiste au pouvoir sous la République populaire de Pologne.

## Carrière
Recteur de la Haute école d'économie de Katowice en 1968, et membre du Parti ouvrier unifié polonais, il est membre du Bureau politique du Parti en 1981.
Il est vice-Premier ministre chargé de l'Économie en 1983, Wojciech Jaruzelski le nomme Premier ministre le 6 novembre 1985.
Sur son conseil, un référendum portant sur une réforme institutionnelle est proposé le 29 novembre 1988. Il n'est pas validé, faute de participation.
Une motion de censure déposée au Sejm (contrôlé par le PZPR) le force à démissionner le 27 septembre 1988.